# イタブーナEC
イタブーナ・エスポルチ・クルーベ（ポルトガル語: Itabuna Esporte Clube）はブラジルのサッカークラブ。

## 歴史
1967年5月23日設立。1978年と1979年にカンピオナート・ブラジレイロ・セリエAに参戦した。2002年にカンピオナート・バイアーノ・セグンダ・ディヴィソンを制した。

## 本拠地
バイーア州イタブーナにあるエスタジオ・ルイス・ヴィアナ・フィーリョを本拠地としている。イタブノンの通称で知られ、1万1745人収容できるスタジアムである。

## 歴代所属選手
- マウリシオ・サーレス・ダ・アレンカール 2010-2012

## タイトル
- カンピオナート・バイアーノ・セグンダ・ディヴィソン: 2002